# Wiener Gemeinderat und Landtag
Infolge der Doppelfunktion Wiens als Stadtgemeinde und Land (Stadtstaat) fungieren die in den Wiener Gemeinderat, das oberste Verwaltungsgremium der Stadt Wien, gewählten 100 Politiker zugleich als Mandatare im Wiener Landtag, dem Landesparlament des Bundeslandes Wien. Die Wahlperiode beträgt fünf Jahre.
Nach der Wiener Stadtverfassung sind die Geschäfte der Stadt Wien und des Landes Wien getrennt zu führen. Demnach halten Gemeinderat und Landtag getrennte Sitzungen ab, obwohl ihnen dieselben Mitglieder angehören. Die Sitzungsberichte werden allerdings in derselben Schriftenreihe publiziert. Die Abgeordneten tagen, wenn sie als Gemeinderat einberufen sind, unter Vorsitz der Gemeinderatsvorsitzenden und können nur Angelegenheiten der Gemeinde Wien, nicht aber Angelegenheiten des Landes Wien erledigen. Wenn sie auf Einladung des Landtagspräsidenten oder der -präsidentin (nicht mit dem Gemeinderatsvorsitz identisch) als Landtag von Wien zusammentreten, dürfen die Abgeordneten nur Landesangelegenheiten, aber nicht Angelegenheiten der Gemeinde erledigen. Damit ist die Rechtslage in Wien anders als in den deutschen Stadtstaaten Berlin oder Hamburg.

## Wiener Gemeinderat
Der erstmals nach der Revolution 1848 auf Grund des mit Kaiserlichem Patent erlassenen Provisorischen Gemeindegesetzes vom 17. März 1849 gebildete Gemeinderat wurde in den folgenden Jahrzehnten der Vergrößerung Wiens entsprechend erweitert. Nach der Eingemeindung von Floridsdorf 1904/1905 umfasste er bis 1923 165 Mandatare, bis 1918 ausschließlich Männer. Die rechtlichen Bestimmungen dazu beschloss jeweils der Landtag von Niederösterreich als Landesgesetz.
Der Gemeinderat konnte erst nach 1918 von allen in Wien wohnhaften Staatsbürgern gewählt werden; bis dahin hatten die führenden Schichten Wiens und Niederösterreichs das allgemeine Wahlrecht, für Männer in Cisleithanien 1907 realisiert, in der Gemeinde- und Landespolitik verhindert.
Der Gemeinderat wird in der Wiener Stadtverfassung, die er am 10. November 1920, auf Grund des am gleichen Tag in Kraft getretenen Bundes-Verfassungsgesetzes zum ersten Mal als Landtag tätig, beschloss, vor dem Landtag genannt und ist das oberste Kollegialorgan der Gemeinde Wien als Stadt mit eigenem Statut.
1923 wurde die Zahl der Abgeordneten im Gemeinderat bzw. Landtag durch ein Landesverfassungsgesetz auf 120 herabgesetzt, 1929 (bei der Wahl 1932 erstmals angewandt) auf 100 (diese Zahl gilt bis heute).
Der Gemeinderat wählt den Bürgermeister (seit 10. November 1920 gleichzeitig Landeshauptmann) und die (amtsführenden) Stadträte seit 1. Juni 1920, die seit 10. November 1920 zugleich als Mitglieder der Wiener Landesregierung fungieren (erste Wahl: siehe Landesregierung und Stadtsenat Reumann), übt die Kontrolle über alle anderen Gemeindeorgane aus und beschließt das Budget und den Rechnungsabschluss (einschließlich des Landesbudgets, das nicht getrennt geführt wird). Ebenso beschließt er alle größeren Ausgaben der Stadt, die Stadtplanung, den Dienstpostenplan und die Geschäftseinteilung für Wiener Stadtsenat und Wiener Landesregierung. Er ist daher, auch mit den Gemeinderatsausschüssen für die einzelnen Geschäftsgruppen des Magistrats, ein stark beschäftigtes Gremium. Der Gemeinderat ist rechtlich als Organ der Exekutive zu verstehen, da Gemeinden in Österreich keine eigene Gesetzgebung besitzen, sondern Bundes- und Landesgesetze zu vollziehen haben.
In den Jahren 1934 bis 1945 war die demokratische Regierungsform unterbrochen, in der ständestaatlichen Diktatur 1934–1938 wurde der Gemeinderat durch die Wiener Bürgerschaft ersetzt. Ab dem Jahr 1945 wurde die Rechtslage bis 1934 wiederhergestellt.

## Wiener Landtag
Der Wiener Landtag besteht seit 10. November 1920. An diesem Tag trat die von der Nationalversammlung am 1. Oktober 1920 beschlossene Bundesverfassung in Kraft, die Wien als eigenes Land definierte und Regeln für die juristische und wirtschaftliche Trennung Wiens von Niederösterreich festlegte. Der „Gemeinderat als Landtag“ beschloss am 10. November 1920 die im Wesentlichen bis heute gültige Wiener Stadtverfassung, die in der ersten Ausgabe des Landesgesetzblattes für Wien kundgemacht wurde. Am 1. Jänner 1922 trat das vom Wiener und vom Niederösterreichischen Landtag am 29. Dezember 1921 gleichlautend beschlossene „Trennungsgesetz“ in Kraft, mit dem nach langen Verhandlungen das Eigentum des bisherigen Landes Niederösterreich auf die beiden neuen Länder aufgeteilt wurde.
Der Landtag besitzt das Gesetzgebungsrecht für Landesgesetze und Landesverfassungsgesetze; die Landeskompetenzen werden im Bundes-Verfassungsgesetz bestimmt. Gesetzentwürfe können als Regierungsvorlagen, durch Initiativanträge (von mindestens fünf Landtagsabgeordneten unterstützt) oder durch Volksbegehren in den Landtag eingebracht werden. Wie die anderen Landtage in Österreich ist der Wiener Landtag kaum intensiv tätig, da der Landesgesetzgebung nur wenige Kompetenzen eingeräumt sind. Über Bestand und Größe der Landtage werden daher seit einigen Jahren kontroversielle Diskussionen geführt. Den Wiener Landtag betreffen sie wenig, da seine Abgeordneten zumeist als Gemeinderäte tätig sind.

## Tagungsort
Der Gemeinderat tagte bis 20. Juni 1885 im Sitzungssaal im Alten Rathaus, der heute von der Bezirksvertretung des 1. Bezirks, der Inneren Stadt, benutzt wird. Seither tagt er ebenso wie seit 10. November 1920 der Landtag im 1883 baulich fertiggestellten (Neuen) Rathaus. Dessen Gemeinderatssitzungssaal war ursprünglich mit einer eigenen Kutschenvorfahrt vom Friedrich-Schmidt-Platz ausgestattet. Von ihr (heute einer der Rathauseingänge) führen die Stiegen 7 und 8 direkt zum Sitzungssaal im ersten Stock. Einen Stock höher befinden sich die Zugänge zur Besuchsgalerie des Sitzungssaales.

## Dokumentation
Die vom Wiener Stadt- und Landesarchiv geführte Informationsdatenbank des Wiener Landtages und Gemeinderates (INFODAT Wien) macht das gesamte politische Geschehen seit 1983 sichtbar und transparent; man kann im Volltext, im Betrefftext, nach Suchbegriffen, Schlagworten, einzelnen Vorgängen oder Personen und dem Abstimmungsverhalten recherchieren. Derzeit sind über 100.000 Vorgänge (Flächenwidmungen, Subventionen, Gesetzesentwürfe, Debatten usw.) samt Links zu den Materialien online abrufbar. Während der Liveübertragung der Gemeinderats- und Landtagssitzungen sind diese in der INFODAT Wien ebenso online abrufbar.